# Musée
Pour les articles homonymes, voir Musée (homonymie).
 (avril 2015).

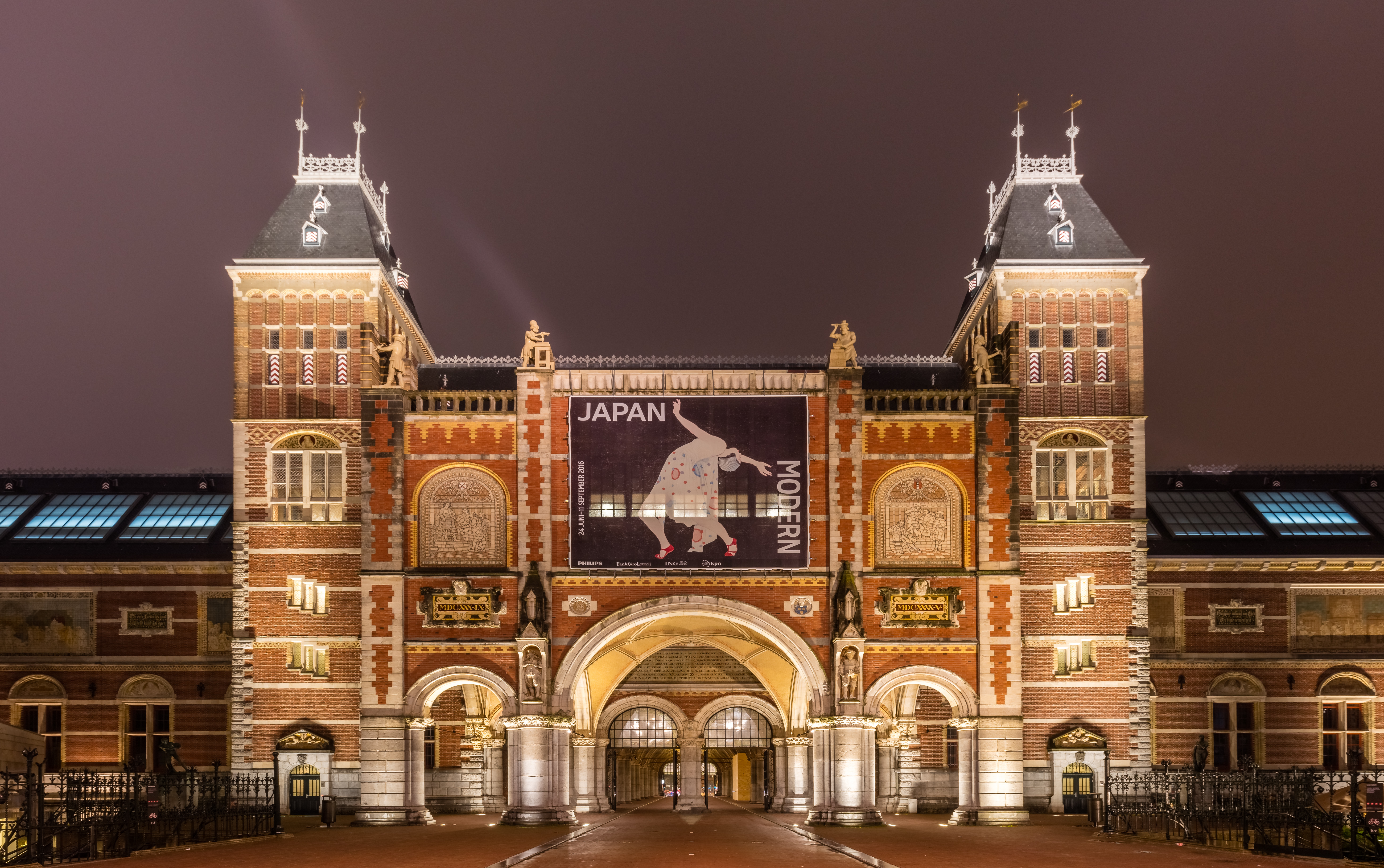
Façade du Rijksmuseum Amsterdam, visité par plusieurs millions de personnes chaque année.

Un musée (du grec Mouseîon : sanctuaire consacré aux Muses, divinités des arts) est un lieu dans lequel sont collectés, conservés et exposés des objets, des œuvres d'art, ou un patrimoine immatériel, dans un souci d’enseignement et de culture. Il peut être de type institutionnel, conventionné, indépendant, fragile, ou privé à but lucratif. C'est à la Renaissance que la notion de musée apparaît, notamment en Italie, où l'on nomme ainsi des galeries où sont réunis des objets d'arts.

## Description

### Définition
Le Conseil international des musées (ICOM) a élaboré une définition du musée :

« Un musée est une institution permanente, à but non lucratif et au service de la société, qui se consacre à la recherche, la collecte, la conservation, l’interprétation et l’exposition du patrimoine matériel et immatériel. Ouvert au public, accessible et inclusif, il encourage la diversité et la durabilité. Les musées opèrent et communiquent de manière éthique et professionnelle, avec la participation de diverses communautés. Ils offrent à leurs publics des expériences variées d’éducation, de divertissement, de réflexion et de partage de connaissances. »

— Définition adoptée lors de l'Assemblée générale extraordinaire de l'ICOM le mercredi 24 août 2022

### Missions
Selon l'article 2 de la loi relative aux musées de France du 4 janvier 2002, les musées de France ont pour missions permanentes de :
- conserver, restaurer, étudier et enrichir leurs collections ;
- rendre leurs collections accessibles au public le plus large ;
- concevoir et mettre en œuvre des actions d'éducation et de diffusion visant à assurer l'égal accès de tous à la culture ;
- contribuer aux progrès de la connaissance et de la recherche ainsi qu'à leur diffusion.

### Catégories
Les musées sont souvent spécialisés, il en existe principalement neuf grandes catégories : les musées d'archéologie, les musées d'art, les Musées des Beaux-Arts, les musées des arts décoratifs, les musées d'histoire, les musées de sciences, les musées d'histoire naturelle, les musées des techniques et les musées d'ethnologie.

### Types d'institutions
Dans l’Union européenne, cinq principaux statuts de musées coexistent : musées institutionnels, conventionnés (en gestion privée, soutenus par les pouvoirs publics), indépendants (en gestion privée, soutenus par le mécénat et le bénévolat), fragiles (collectionneurs privés passionnés), ou privés (à but lucratif).
Les musées institutionnels sont intégrés dans la sphère publique, comme le British Museum ou des musées municipaux ou régionaux, tel le Musée mémorial de l'exil à La Jonquera en Catalogne.
Les musées conventionnés sont en gestion privée sous forme d'organisations à but non lucratif reconnues d'utilité publique et fortement soutenues par les pouvoirs publics. Ce sont des musées d'intérêt symbolique nationale ou locale, comme le Rijksmuseum à Amsterdam.
Les musées indépendants sont en gestion privée non lucrative de forme associative, reconnus d'utilité publique ou en tant que fondation avec un fonds de dotation. Ils ne sont pas soutenus directement par les pouvoirs publics (subventions de fonctionnement ou d'investissement) mais du fait de la reconnaissance d'utilité publique, ils peuvent obtenir les soutiens privés des entreprises, des particuliers ainsi que faire appel au bénévolat. Ces musées ont construit une visibilité et ont un capital symbolique, par exemple Autoworld à Bruxelles ou le musée de la fondation Calouste Gulbenkian à Lisbonne.
Les musées fragiles sont de petits musées associatifs assez précaires qui sont le fait de collectionneurs privés qui ont agi par passion. Ils fonctionnent grâce au bénévolat et aux dons de membres de l'association. Ces collections sont parfois exposées dans des locaux dont le collectionneur est propriétaire.
Les musées de droit privé à but lucratif, du fait de leur positionnement très grand public, peuvent générer des profits entièrement par leurs recettes de billetteries et ventes d'autres biens et services de merchandising. C'est le cas des musées de cire comme Madame Tussauds (à Londres, Berlin, Las Vegas, Hong Kong, Shanghaï, Tokyo...).

### Disciplines reliées
Les musées font l'objet de disciplines propres :
- la muséologie, consacrée à l'étude de l'institution et de sa fonction sociale ;
- la muséographie plus précisément chargée des aspects opératoires tels que l'architecture, les installations, l'organisation des musées.

## Étymologie
Étymologiquement, le terme musée vient du grec Mouseîon, temple et lieu consacré aux Muses, divinités des arts. Ce terme a été utilisé en particulier pour un bâtiment construit à Alexandrie vers 280 av. J.-C. par Ptolémée Ier Sôter, fondateur de la dynastie grecque des Lagides en Égypte : le Mouseîon d'Alexandrie. C'est un ensemble faisant office à la fois de sanctuaire et de foyer de recherches intellectuelles.
Sur le plan matériel, il comprend une grande salle de colloque, des portiques, et un cénacle pour les repas. De façon tout à fait accessoire, est installée la première collection d’œuvres d'art.
Mais à l'époque (IIIe - Ier siècle av. J.-C.), il héberge surtout un collège d'érudits philologues, pensionnés par le mécénat royal, dispensés des soucis de l'existence pour se consacrer à l'étude. Les savants qui le fréquentent (philosophes péripatéticiens, philologues, mathématiciens, astronomes, géographes, poètes) peuvent utiliser une bibliothèque (la non moins fameuse Bibliothèque d'Alexandrie), ainsi que les jardins botaniques et zoologiques, l'observatoire astronomique ou le laboratoire d'anatomie. Ils y observent la nature et les textes. Lieu de recherche et d'étude, le museion reprend les préceptes du Lycée d'Aristote en Grèce et fera d'Alexandrie le principal foyer intellectuel de l'Époque hellénistique. Mais avec l'incendie de la bibliothèque d'Alexandrie, le monument museion disparaît et avec lui, les pratiques qu'il abrite.

## Développement historique des «musées»

### De l'Antiquité au Moyen Âge
Au Moyen Âge, c'est le collectionnisme qui fait son apparition, grâce aux trésors des églises médiévales et des temples anciens qui deviennent pour les rois et les nobles des réserves de matières précieuses. Sans oublier les ivoires et les tapisseries qui accompagnent les nobles de château en château. De plus, les portraits d'une bourgeoisie naissante répandent en Europe le format du tableau et les peintures historiques de grandes dimensions ornent les galeries des châteaux devenus lieux de représentation et de pouvoir à partir du XVe siècle.

### De la Renaissance auXVIIIesiècle

#### Écuries princières de Dresde

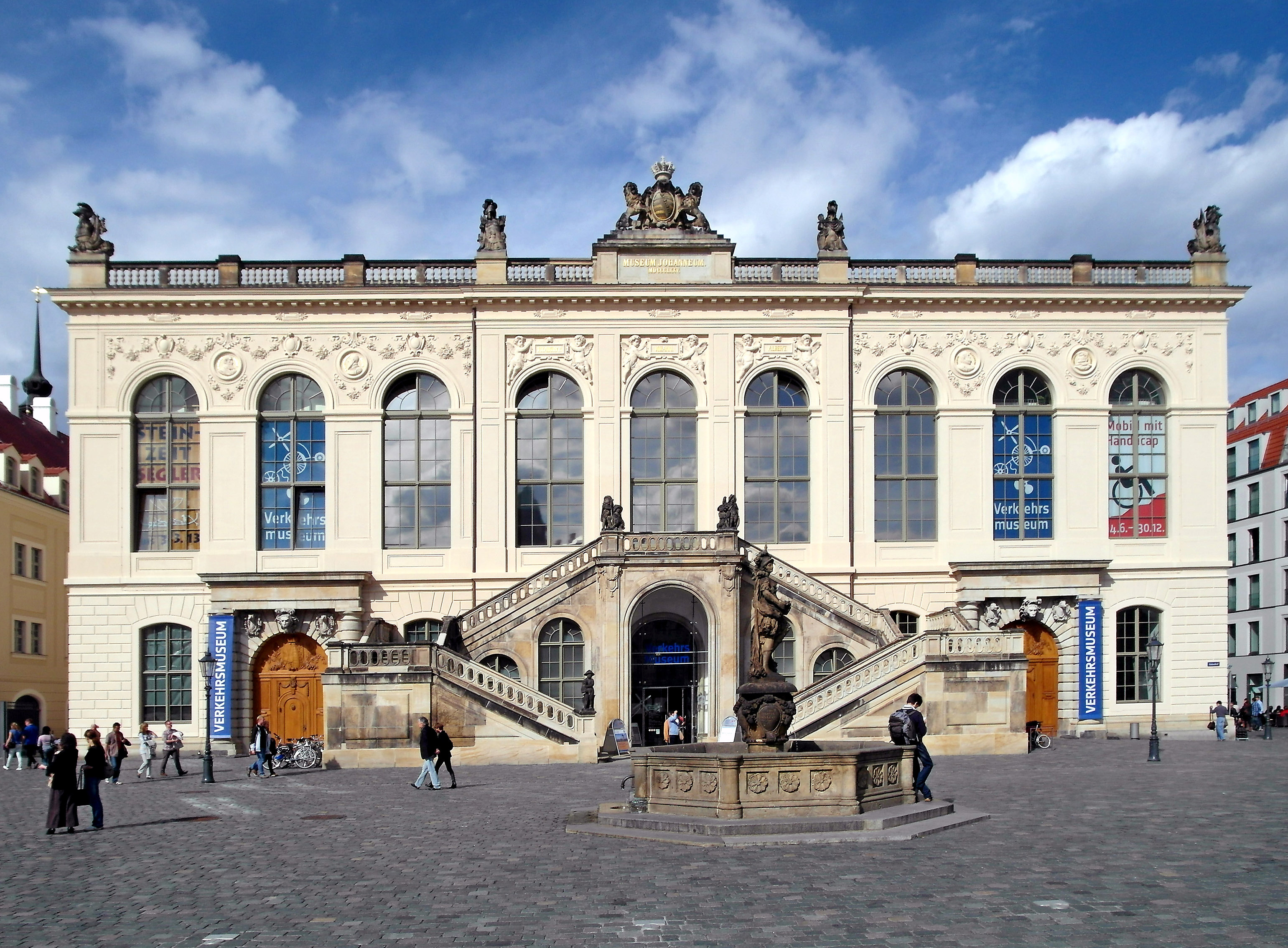
Le bâtiment des écuries princières de Dresde (1586-1588) dans sa forme actuelle de néo-Renaissance

Le premier musée de l'époque moderne fut le bâtiment Renaissance des écuries princières et de la cour des écuries de Dresde (plus tard appelé Johanneum), construit entre 1586 et 1588. Dans ce bâtiment, l'électeur de Saxe Christian Ier présentait non seulement ses 128 chevaux d'élite précieux, mais aussi plus de 50 figures sculptées de chevaux et de cavaliers, des traîneaux, des armes et des armures historiques. Dès son ouverture, des visites guidées y étaient organisées, et l'écurie fut déjà mentionnée dans le premier guide touristique de la région en 1632.
Pour l'exposition, qui était délibérément axée sur les chevaux de grande valeur et l'art équestre, l'intérieur et l'extérieur du bâtiment, semblable à un château, furent richement décorés. Un automate distribuait des boissons de bienvenue, et plus de 35 pièces furent ornées d'accessoires pour chevaux.

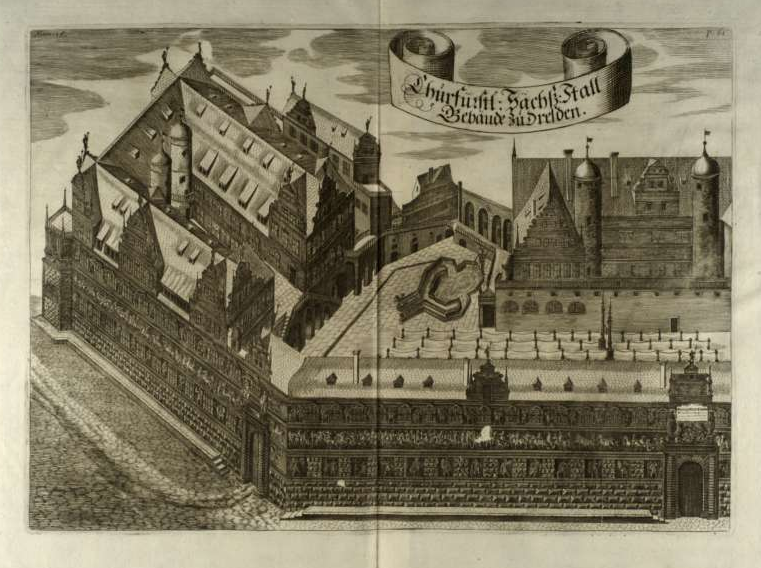
L'état original du bâtiment des écuries de Dresde à la Renaissance

Ce musée somptueux dédié aux chevaux fut inspiré par le rejet des images dans le cadre de la Réforme. Il était néanmoins accompagné d'une galerie des ancêtres des Wettin, qui pouvait également être visitée à partir de 1588 dans la Longue Galerie de Dresde, et pour laquelle un guide fut élaboré. L'accent principal restait cependant mis sur les chevaux, tandis que le traité "Bedenken wie eine Kunstkammer aufzurichten sey" (Réflexion sur la manière d'établir une chambre des arts) était accessible à Christian Ier dès 1587.

#### Collections d'art (Kunstkammer)
D'abord, les papes qui, avec Sixte IV, initient les collections des musées du Capitole en 1471, les humanistes et les princes, tels que Cyriaque d'Ancône, considéré comme le père de l'archéologie moderne, ou Niccolò Niccoli, conseiller de Côme l'Ancien de Médicis, mais aussi la famille Borghèse et la famille Farnèse, puis au cours du temps de riches bourgeois épris de culture et d'Histoire. De nombreuses collections - privés - de médailles et d'antiques s'établissent un peu partout en Italie.

Aux médailles (c'est-à-dire des monnaies), on ajoute les portraits d'hommes illustres, comme Paul Jove qui décide le premier de decire sa collection privé (et non accessible au public) de pièces et de 400 portraits d'hommes importants de son temps. En 1521, Il les présente dans une maison construite pour l'occasion à Borgo-Vico, à côté de Côme. En référence au museion de l’Antiquité, il décide d'appeler cet endroit musée. 

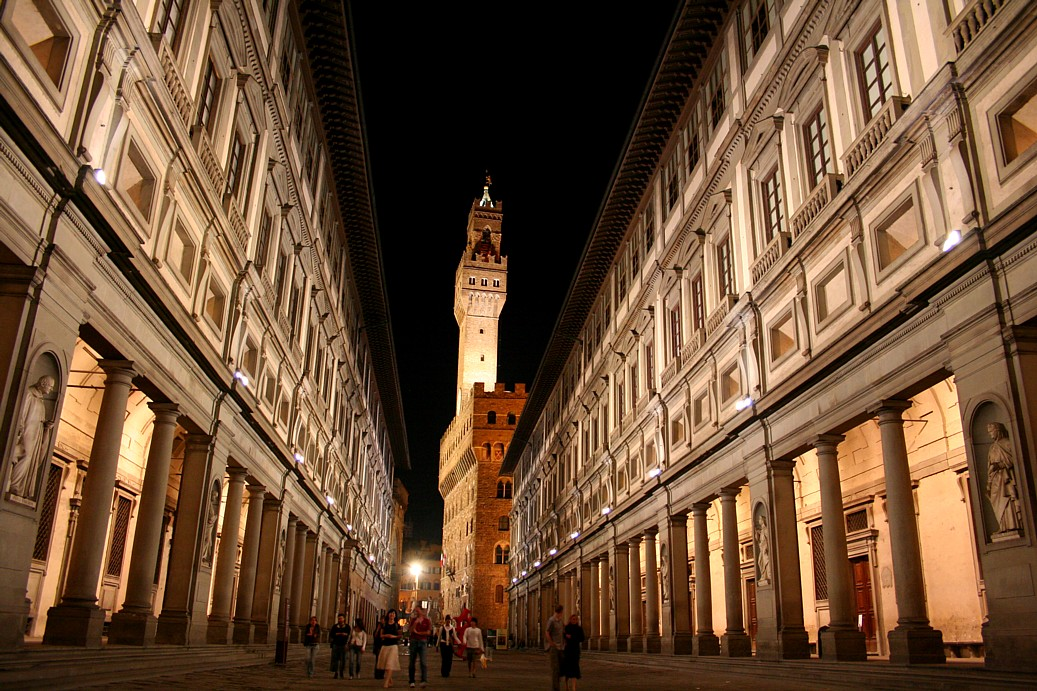
Galerie des Offices, Florence.

Érasme, dans Le Cicéronien (1528) utilise en premier le mot musée pour une collection (privée) de tableaux: «Si par hasard il t'est arrivé d'apercevoir à Rome les «musées» des cicéroniens, fais donc un effort de mémoire je t'en prie, pour te rappeler où tu aurais bien pu voir l'image du Crucifié, de la Sainte-Trinité ou des Apôtres. Tu auras trouvé au contraire partout les monuments du paganisme. Et pour ce qui est des tableaux, Jupiter se précipitant sous forme de pluie d'or dans le sein de Danaé capte davantage les regards que l'archange Gabriel annonçant à la Sainte Vierge sa divine conception.»
Cependant, d'autres utilisent le mot au depart pour les bibliotheques (apres la bibliotheque d'Alexandrie).
À la fin du XVIIIe siècle, le mot de muséum est délaissé en France en faveur de celui de «musée» (le terme de «muséum» désigne aujourd'hui plutôt, en France, les musées consacrés aux sciences naturelles).
Par ailleurs, Paul Jove fit construire à Borgo Vico, au bord du lac de Côme, un édifice pour accueillir à partir de 1538 une galerie de portraits des hommes illustres : réunissant près de 400 portraits. Certains à l'instar de Christian Duverger le conseilère comme le premier musée.
Encore, et selon un autre acception du terme de musée, on cite l'ancien musée Kircher qui était une collection publique d'antiquités et de curiosités, rassemblée à partir de 1651 au Collège romain (Rome) par le jésuite Athanase Kircher. Considéré également comme le premier musée au monde, il disparut, et ses collections furent dispersées, lorsque la Compagnie de Jésus fut supprimée en 1773.

#### Collections publiques
Le musée et la collection publique, tels que nous les connaissons aujourd'hui, sont une invention du XVIIIe siècle, et peut être considérée comme le fruit de la philosophie des Lumières. En France, outre les différentes collections royales exceptionnellement ouvertes à la visite de privilégiés, une « collection publique » a été constituée dès 1540 à Lectoure (Gers) avec la vingtaine d’autels tauroboliques, plus quelques stèles et autres monuments épigraphiques, mis au jour lors de travaux dans le chœur de la cathédrale et fixés ensuite sur les piliers de la maison commune de 1591 à 1840 ; tandis qu'est présenté en 1614 la première véritable collection publique d'antiquités romaines dans la maison commune d'Arles, suivie de l'aménagement des Alyscamps en 1784. Mais c'est en 1694 que voit le jour en France le premier musée public ainsi établi par ses statuts, à Besançon en Franche-Comté. Ailleurs dans le pays, c'est la Révolution qui met véritablement en place les premiers musées modernes, pour mettre à la disposition des citoyens les œuvres d'art des collections royales ou celles confisquées aux nobles et aux congrégations religieuses. Le musée, lieu officiel de l'exposition de l'art, occupe dès lors une place centrale dans la vie de la cité. À Paris, le palais du Louvre est choisi pour devenir un musée en 1793, à la suite d'une première présentation des tableaux du roi au palais du Luxembourg de 1750 à 1779.

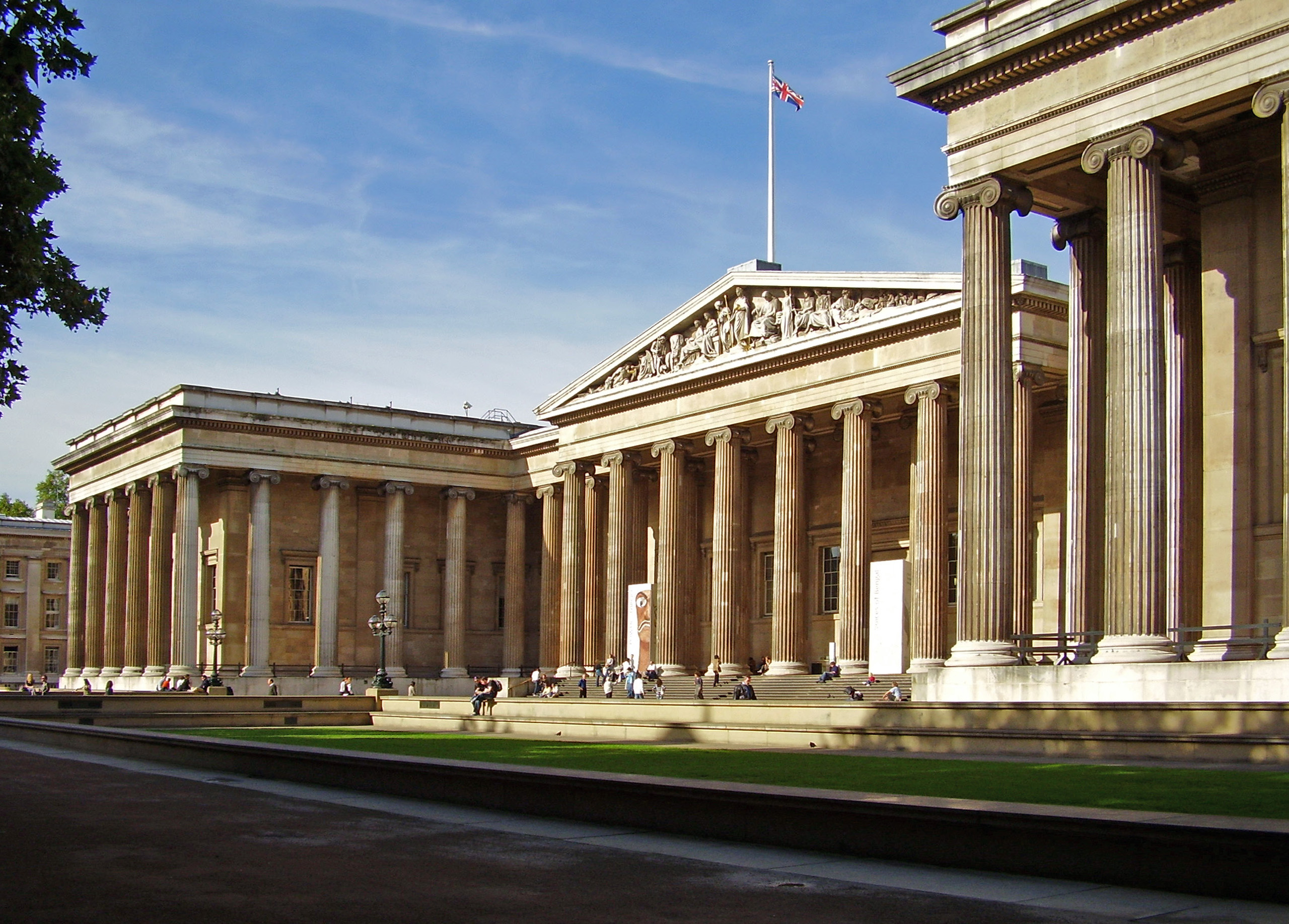
L'entrée principale du British Museum (Londres).

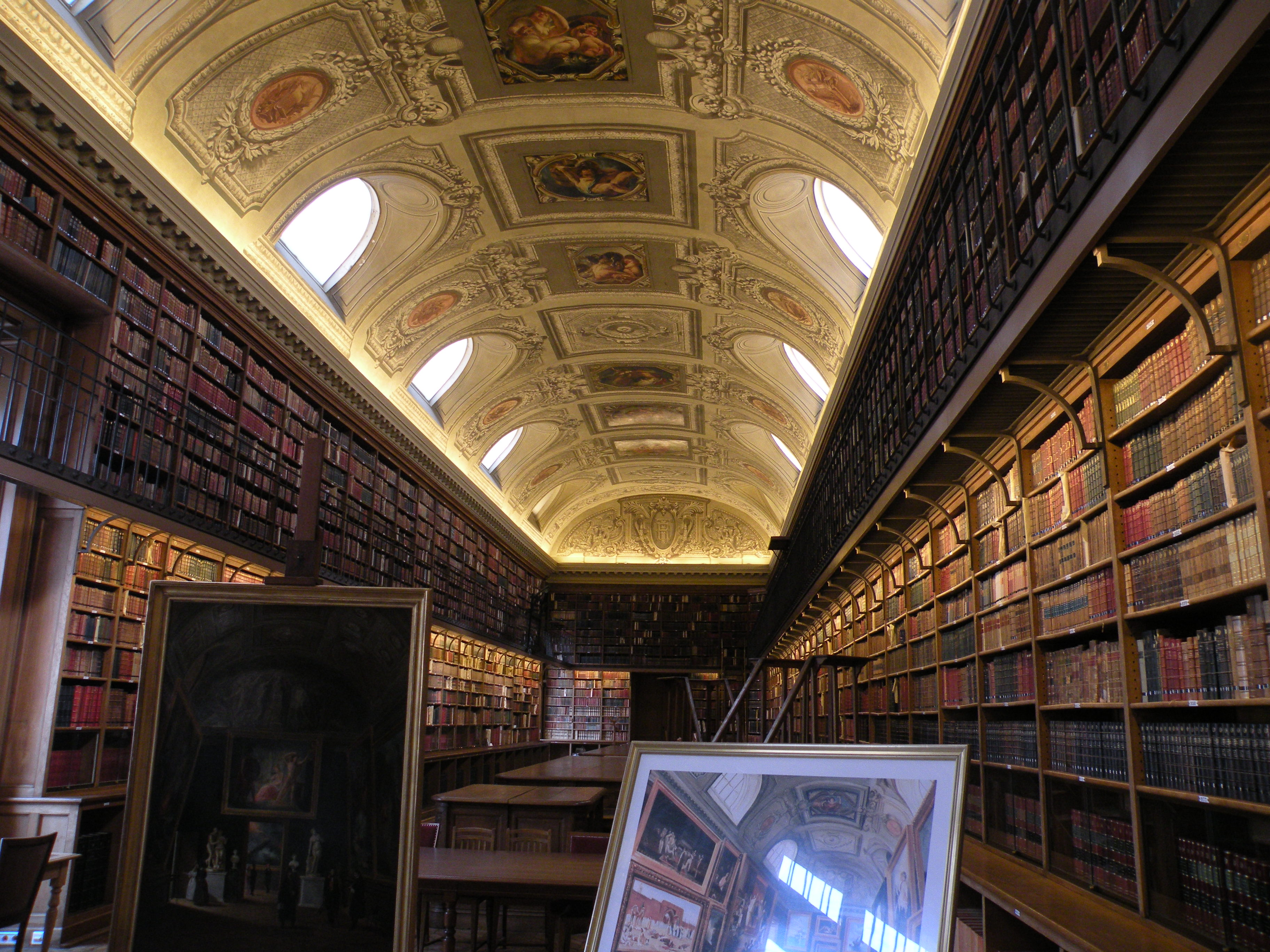
Galerie royale de peinture du palais du Luxembourg, un des premiers musées d'art ouvert au public en France en 1750, actuellement annexe de la bibliothèque du Sénat.

À partir du XVIIIe siècle et surtout du début du XIXe siècle, les ouvertures des collections privées se multiplient partout en Europe. À Rome, où les Musées du Capitole sont ouverts au grand public en 1734, à Londres avec le British Museum ouvert en 1759, à Florence avec la galerie des Offices en 1765, à Rome encore avec le Musée Pio-Clementino en 1771, même si le noyau initial de la collection des Musées du Vatican comprenant le Laocoon acquis par Jules II fut exposé au public dès 1506 dans la cour des statues, en passant par le palais du Belvédère à Vienne en 1811 ou le musée du Prado à Madrid en 1819. Le musée Rath de Genève en 1826, L'Alte Pinakothek à Munich en 1828, la Glyptothèque de Munich et l'Altes Museum de Berlin en 1830, comptent parmi les premiers musées à être installés dans un bâtiment spécialement conçu pour cet usage ; tandis que les collections princières longtemps accessibles qu'aux visiteurs privilégiés s'ouvrent au grand public, comme le palais d'hiver à Saint-Pétersbourg en 1852 ou la Galerie des Maîtres anciens à Dresde en 1855.
En France, le Musée des Beaux-Arts et d'Archéologie de Besançon tire son origine du legs, en 1694, de ses collections et de sa bibliothèque par l'abbé Boisot, à condition de les ouvrir deux fois par semaine au public. Puis le Cabinet des médailles est ouvert en 1720 au public, à la suite de son transfert de Versailles à la Bibliothèque nationale. Après la création, en 1750, d'une véritable galerie de peintures au palais du Luxembourg, où est exposée au public une partie de la collection de la couronne, mais qui est fermée en 1779, il faudra attendre la Révolution pour voir l'ouverture du Louvre, le 10 août 1793. De même, le Muséum national d'histoire naturelle est créé la même année, le Conservatoire national des arts et métiers en 1794 et le musée des monuments français en 1795.
Sur cet exemple, plusieurs musées d'art sont également créés en province à la suite de la Révolution, en vue de constituer des collections publiques pour l'éducation des artistes et des citoyens, comme ceux de Reims en 1794, d'Arras en 1795, d'Orléans en 1797 ou de Grenoble en 1798, lequel n'est inauguré qu'en 1800, en tirant localement parti de la nationalisation des biens du clergé et de la confiscation de ceux des émigrés. D'autant que la Révolution s'étendant à l'étranger, les armées républicaines ramènent en France les trésors de collections européennes, notamment de la Renaissance italienne, à la suite du traité de Tolentino signé par Bonaparte en 1797. Ces œuvres rejoignent alors le Louvre et sont en partie disséminés dans les musées de province. Sous le Consulat, d'autres créations de musées suivront ainsi, à partir du décret Chaptal de 1801, avec les musées des V de Lyon, Nantes, Marseille, Strasbourg, Lille, Bordeaux, Toulouse, Dijon, Nancy, puis en 1803 Rouen, Rennes et Caen, ainsi que Bruxelles et Mayence, mais aussi Genève, dont la collection initiée en 1804 ne sera néanmoins ouverte au public qu'en 1826, trois villes alors devenues françaises. Le Musée de Picardie à Amiens est fondé dans des conditions similaires en 1802, le Musée Calvet d'Avignon en 1811, ou le musée de Nîmes en 1821 dans la Maison Carrée. Cette politique inspira également la création, sous la Révolution et le Ier Empire, de musées à Bologne en 1796, à Amsterdam avec le Rijksmuseum en 1798, à Milan avec la Pinacothèque de Brera et à Anvers en 1810, ou à Venise, même si les galeries fondées en 1807 de l'Académie vénitienne n'ouvrirent au grand public qu'en 1817.

### XIXesiècle

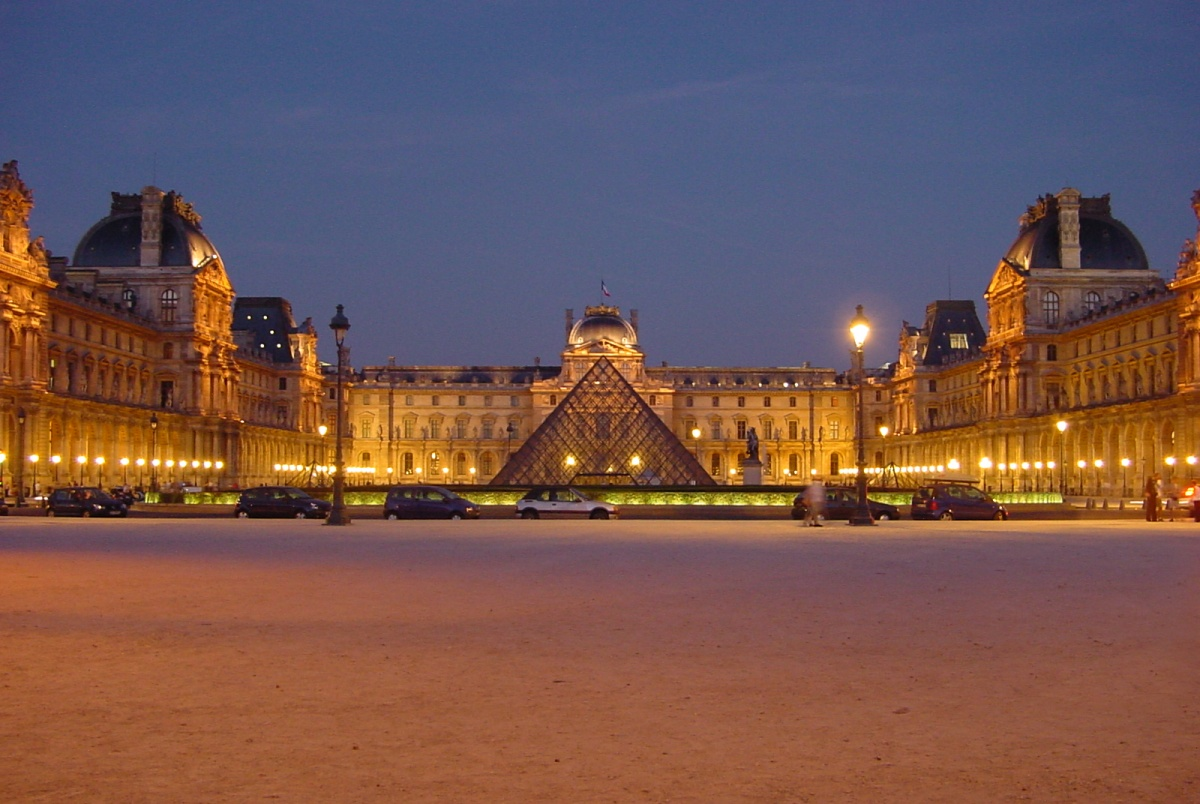
Musée du Louvre à Paris, ouvert en 1793.

Le XIXe siècle voit un retour à l'Antiquité, comme à l'époque de la Renaissance ; mais cette fois-ci, c'est la route de l'Orient que prennent les chercheurs (souvent qualifiés aussi de pilleurs). La Grèce est la première destination : dès 1812, le prince héritier du Royaume de Bavière achète des statues et autres fragments dégagés en 1811 du temple d'Égine. Pour les abriter et les exposer au public, il fera construire une « glyptothèque » ou galerie de sculpture, bâtie dans le style grec le plus pur, avec un portique à colonne cannelée d'ordre dorique. Les autres nations européennes prennent vite le relais (et la mode) : en 1816, le parlement britannique achète les marbres du Parthénon d'Athènes, qui avaient été démontées et rapatriées au Royaume-Uni par Lord Elgin, ambassadeur britannique à Constantinople. Elles trouveront refuge au British Museum, qui venait également d'acquérir les frises du temple d'Apollon de Bassae. Et lui aussi subira sa transformation en temple grec en 1823. Et la France n'est pas en reste : en 1820, le marquis de La Rivière, ambassadeur de France à Constantinople acquiert la désormais célèbre Vénus de Milo, qui fait toujours le bonheur du Louvre. Auparavant, son prédécesseur, le comte de Choiseul-Gouffier avait organisé le transfert en France de la frise des Panathénées.
Après la Grèce, l'Égypte. En 1798, le jeune général Bonaparte est envoyé dans ce pays pour mettre à mal la puissance de la Grande-Bretagne en mer Méditerranée orientale et aux Indes. Il est accompagné de 160 savants, astronomes, naturalistes, mathématiciens, chimistes mais aussi des peintres, dessinateurs ou architectes chargés d'explorer l'Égypte et de mieux connaître l'Histoire, la nature et les coutumes du pays. Si la conquête militaire s'avère être un échec complet, l'expédition scientifique est en revanche un formidable succès qui sera à l'origine de l’« égyptomanie », en vogue dans la première moitié du XIXe siècle. En témoigne deux magnifiques ouvrages, tout d'abord Le Voyage dans la basse et haute Égypte de Vivant-Denon (qui fut membre de l'expédition) et surtout la monumentale Description de l’Égypte, parue entre 1809 et 1822, en 20 volumes. Pour témoigner des richesses rapportées du pays, est créé en 1826 le musée égyptien du Louvre, dirigé par Jean-François Champollion, celui-là même qui déchiffra les hiéroglyphes grâce à la pierre de Rosette, qui elle, est exposée à Londres au British Museum, après qu'ait été créé le Musée égyptologique de Turin en 1824. Le produit des fouilles égyptiennes conduira également à l'ouverture au public du Musée égyptien du Caire en 1863, d'abord situé à Boulaq. Enfin, dernière destination de l'archéologie orientale de cette première moitié du XIXe siècle : la Mésopotamie. En 1847 est créé au Louvre le musée assyrien, enrichi par les fouilles menées à Ninive par le consul de France Paul-Émile Botta ainsi que par celles de la mission menée à Khorsabad par Victor Place entre 1852 et 1854. Parmi les pièces exposées dans cette nouvelle section du Louvre figure les fameux Taureaux ailés de Khorsabad qui entourent une porte du musée.

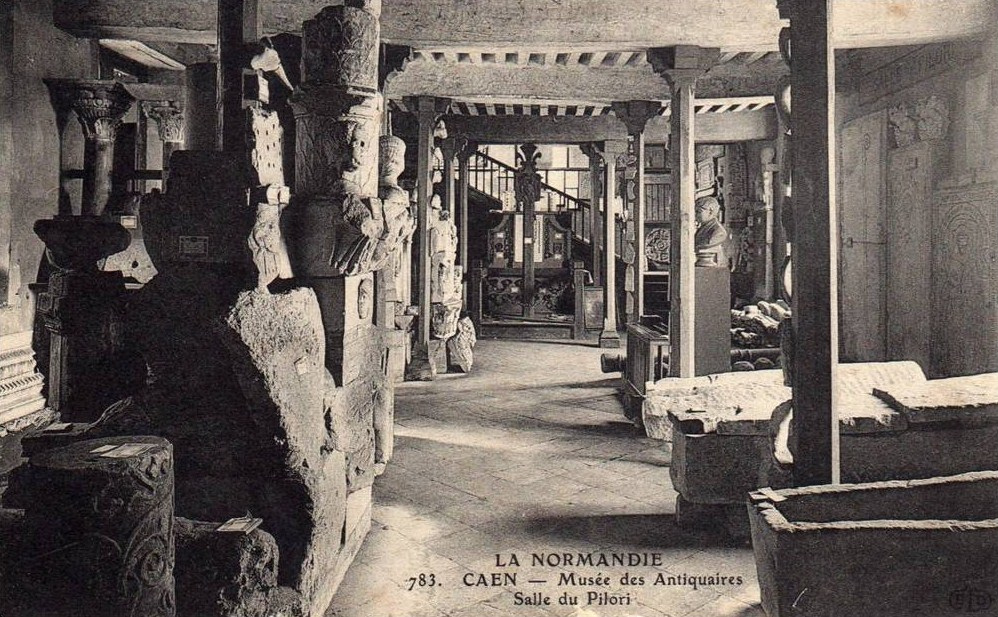
Musée des antiquaires de Normandie à Caen.

Cet intérêt pour l'archéologie orientale n'empêche pas de s'intéresser à l'Histoire de son propre pays, voire de sa propre localité. Ainsi, de nombreux musées naissent des recherches locales effectuées par des sociétés savantes. C'est le cas à Caen en 1824 ainsi que dans de nombreuses autres villes de France. On y trouve aussi bien des éléments d'architecture que des objets religieux, des statues ou des pièces de monnaie ; toute trouvaille du passé local est ainsi étudiée et conservée. Concernant l'histoire nationale, ce sont les chefs d'État qui en sont bien souvent les instigateurs. Ainsi, en France, c'est Louis-Philippe Ier qui crée la galerie des Batailles du château de Versailles à partir de 1837. Longue de 120 mètres, elle est ornée de 33 tableaux représentant les grandes batailles militaires qu'a connu la France, de Tolbiac (496) à Wagram en 1809 en passant par l'année 1792 ou celle de 1830, sans oublier la période médiévale où cinq salles des Croisades expose les blasons des familles qui ont défendu la Chrétienté. D'autres tableaux seront commandés après l'ouverture, retraçant la conquête de l'Algérie ou les guerres du Second Empire (Crimée, Italie et 1870-1871). Ce musée historique est censé manifester l'unité et la continuité nationales. D'autres musées, plus spécialisés, sont également créés ou évoluent durant le XIXe siècle. C'est le cas du musée des Monuments français, créé à la Révolution mais qui dut fermer ses portes en 1816. Il sera transformé en musée du Moyen Âge en 1844, grâce au collectionneur Alexandre du Sommerard qui installa à l'hôtel de Cluny un véritable bric-à-brac d'objets médiévaux et renaissants. Autre musée d'Histoire spécialisée créé durant ce siècle, celui des Antiquités nationales, fondé en 1862 au château de Saint-Germain-en-Laye dans les Yvelines par l'empereur Napoléon III, qui voue un grand intérêt à l'histoire de la Gaule.
Mais l'éducation artistique revêt aussi d'autres formes : le musée d'art sert en effet à cette époque de lieu de formation pour les étudiants et les artistes. Ceux-ci ne cessèrent, tout au long du siècle, de « copier » les tableaux de maîtres présents dans les grands musées et notamment au Louvre, à tel point qu'on est obligés de fixer des règles : un même tableau ne peut être copié par plus de trois personnes à la fois. La copie de sculpture y va aussi de bon train : en 1840, le catalogue de l'atelier de moulage du Louvre compte 300 modèles. En 1885, il en compte près d'un millier et en 1927, année de la fermeture de l'atelier, ce ne sont pas moins de 1 500 moules qui sont reversés au musée de la sculpture comparée, créé en 1882 dans le palais du Trocadéro, d'après un projet cher à Viollet-le-Duc. Ce musée, qui reprend le nom de musée des monuments français, comme un écho à celui créé sous la Révolution, fait aujourd'hui partie de la Cité de l'architecture et du patrimoine, installée au palais de Chaillot. Hors de la capitale, les musées d'art se multiplient : après Amiens qui inaugure un nouveau bâtiment en 1867, c'est au tour de Grenoble, puis Marseille, Rouen, Lille ou Nantes de construire de nouveaux musées. Il en est de même hors d'Europe, où au Canada le Musée des beaux-arts de Montréal est fondé en 1860 et aux États-Unis, où le Metropolitan Museum of Art de New York et le musée des Beaux-Arts (Boston) ouvrent en 1870, suivis par les musées de Philadelphie en 1875 et de Chicago en 1879. En Europe, on inaugure également le Kunsthistorisches Museum de Vienne en 1891, etc.
En cette seconde moitié du siècle, ce ne sont pas seulement les grands musées qui attirent le public, mais aussi les grandes expositions. L'utilité sociale du musée public devient ainsi une sorte d'évidence : « les œuvres du génie appartiennent à la postérité et doivent sortir du domaine privé pour être livrés à l'admiration publique » écrit Alfred Bruyas, ami et protecteur de Gustave Courbet lorsqu'en 1868, il offre sa collection à la ville de Montpellier. Ainsi, dès les années 1820, des expositions s'organisent au Louvre, et pas seulement des expositions artistiques. En effet, le XIXe siècle voit l'industrie se développer, et les musées sont les bienvenus pour exposer les produits de l'industrie française. Ainsi naissent les écoles de dessins, les expositions universelles et les musées d'art appliqué. Le premier d'entre eux ouvre en 1852 à Londres, après la première exposition universelle organisée dans cette ville un an auparavant. Henri Cole, entrepreneur et gentleman victorien est alors chargé de former une collection permanente en rachetant pour 5 000 livres, des objets exposés à l'exposition universelle qui vient de se terminer. On trouve un terrain à South Kensington et rapidement, le musée, avec ses multiples collections, son école d'art, son amphithéâtre et sa bibliothèque, devient un modèle envié. Il est rebaptisé par la suite Victoria and Albert Museum. Dans les années qui suivent, de nombreux autres musées d'art décoratif voient le jour, de Vienne à Budapest, en passant par Stockholm et Berlin. Pour la France, il faudra attendre 1905 pour voir apparaître un tel musée à Paris. Pourtant, dès 1856, un musée semblable est décidé à Lyon, sur l'initiative de la chambre de commerce de la ville. L'année suivante a lieu l'une des plus ambitieuses expositions artistiques, Art Treasures, organisée à Manchester, au Royaume-Uni. Elle se veut la synthèse de l'art ancien, avec une rétrospective de peintures anciennes et de sculptures, et de l'art contemporain, avec de l'art décoratif et un choix de peintures britanniques contemporaines. Le succès populaire y est tel que des trains spéciaux sont affrétés de Londres. Le succès populaire des expositions et des musées est le reflet d'une politique d'instruction et de vulgarisation qui marque le dernier quart du XIXe siècle, surtout en France : « la réorganisation du musée est le corollaire de celle de l'école » selon les termes d'une circulaire ministérielle datant de 1881. Les incitations gouvernementales sont relayées par des campagnes d'associations, comme celle que mène un avocat de Lisieux, Edmond Groult, en faveur des musées cantonaux : « moraliser par l'instruction, charmer par les arts, enrichir par les sciences », tel est le slogan de ce militant de la leçon de chose, qui parvient à susciter la création d'une cinquantaine de ces petites encyclopédies locales. D'autres, plus ambitieux, créent des musées tout à fait spécifiques comme l'industriel Émile Guimet, qui, en recherchant quels étaient les hommes les plus bienfaiteurs de bonheurs, trouva qu'il s'agissait des fondateurs des religions, d'où la création, d'abord à Lyon (1879) puis à Paris (1889), d'un musée d'Histoire des religions d'Orient, qui porte aujourd'hui son nom.
Dernier chapitre sur les musées au XIXe siècle, celui des musées ethnographiques. Ceux-ci sont les héritiers des cabinets de curiosités enrichis par les voyages d'exploration puis par la formation des empires coloniaux. Ils voient le jour lorsque l'ethnographie elle-même devient une discipline autonome, c'est-à-dire au milieu du XIXe siècle. Pourtant, dès 1837, de retour d'un voyage au Japon, le médecin et botaniste Philip Franz Von Siebold est chargé par le roi des Pays-Bas d'organiser en musée les collections qu'il en avait rapportées. Ainsi naît le museum Voor Volkerkunde de Leyde. L'exemple se diffuse ensuite en Allemagne, à Leipzig, Munich puis Berlin. À Paris, au lendemain de l'exposition universelle de 1878, Ernest Hamy, professeur d'anthropologie au muséum national d'histoire naturelle, est chargé d'ouvrir un musée d'ethnographie au nouveau palais du Trocadéro. Au Royaume-Uni, l'université d'Oxford bénéficie en 1883 du don du général Pitt-Rivers, qui avait commencé à collectionner les armes pour en suivre les perfectionnements. À ce moment, les innovations muséographiques viennent des pays scandinaves : stimulées par une forte volonté d’affirmation nationale, les recherches en ethnographie locales ont encouragé la conservation des témoignages matériels des traditions populaires. Ainsi naquit en 1873 le Nordiska Museet à Stockholm, musée consacré à toutes les contrées « où se parle une langue de souche scandinave ». Les objets de la vie rurale comme ceux de la vie urbaine y sont présentés « dans des intérieurs animés de figures et de groupes représentants des scènes de la vie intime et des occupations de la vie domestiques ». Cette présentation des intérieurs traditionnels s'inspire des musées de cire, très en vogue à la même époque, comme le musée Grévin, qui ouvre à Paris en 1882. En 1884, s'ouvre une salle d'Europe au musée du Trocadéro, où l'on voit un intérieur breton composé de sept mannequins grandeur nature. Enfin, toujours dans le domaine des musées ethnographiques, s'ouvre au public en 1827, le musée de la Marine, dans une dizaine de salles du Louvre. Y sont exposés, d'une part, « les modèles des navires français anciens et nouveaux », d'autre part, les curiosités ethnographiques rapportées des contrées lointaines par les navigateurs. Dans la première salle, on a monté une étrange pyramide, formée des débris (cloches, fût de canon, pièces d'ancre…) des bateaux de La Pérouse, La Boussole et L'Astrolabe, naufragés en 1788 sur l'île de Vanikoro, dans l’océan Pacifique. En 1943, le musée national de la Marine est également transféré au palais du Trocadéro.

### Début duXXesiècle

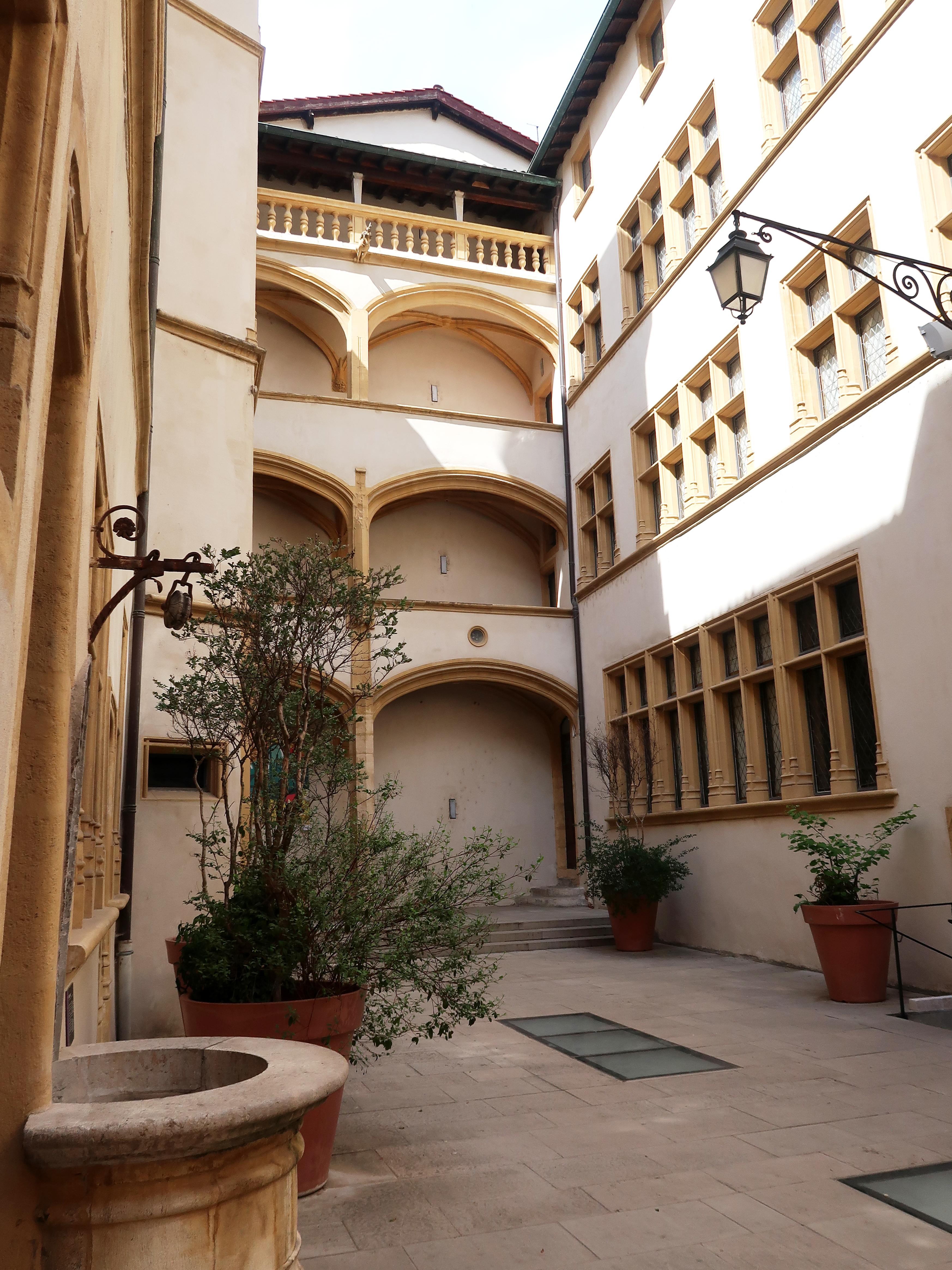
Musée Gadagne de Lyon.

Le XXe siècle voit les musées se moderniser. Il faut dire qu'à l'orée du nouveau siècle et surtout entre les deux guerres mondiales, l'institution muséale est l'objet de nombreuses critiques : accusée d'être passéiste, académique et d'entretenir la confusion, celle-ci parait en effet trop conservatrice et n'a pas suivi l'évolution artistique en cours[réf. souhaitée]. Pour preuve, les nouveaux courants comme l'impressionnisme sont fort peu présents dans les collections. Hormis au musée du Luxembourg, premier musée consacré depuis 1818 aux artistes vivants[réf. souhaitée], peu d'entre eux sont en effet exposés. D'où l'idée de certains de créer de véritables musées d'« art moderne ». Le mot est lâché. Il vient entre autres de la bouche d'un journaliste et dessinateur, Pierre André Farcy[réf. souhaitée], plus connu sous le nom d'Andry-Farcy, qui va véritablement donner un coup de jeune à l'institution, en créant au musée de Grenoble, où il est nommé conservateur, la première section d'art moderne, en 1919. Pour cela, il bénéficie de dons d'artistes vivants[réf. souhaitée] et pas encore très renommés : Matisse, Monet ou Picasso. Des collectionneurs comme Marcel Sembat lui lèguent les œuvres qu'ils ont rassemblées[réf. souhaitée]. Le musée de Grenoble devient rapidement une référence en France[réf. souhaitée]. On en fait même la publicité auprès des touristes anglophones en visite dans la région[réf. souhaitée]. Et il va faire des émules, comme à Paris lorsqu'également en 1919, le célèbre sculpteur Auguste Rodin va imposer, contre un legs de toutes ses collections, la création de son vivant d'un musée consacré à son œuvre ; et ce, malgré un débat parlementaire vif, certains s'offusquant de l'immoralité de ses sculptures, d'autres refusant que l'État fasse un musée à un artiste toujours en vie[réf. souhaitée].
En 1919 et 1920, les deux branches du musée de la peinture occidentale moderne de Moscou (MNZJ1 et 2), le premier au monde consacré à cette période, le N de son nom signifiant moderne en russe, ouvrent au public avec les collections nationalisées par Lénine de Sergueï Chtchoukine et Ivan Morozov, dont les 800 œuvres seront réunies en 1923 dans le palais de ce dernier pour devenir le Musée d'État d'art occidental moderne (GMNZI) jusqu'en 1941. Claude Monet choisit l'orangerie du jardin des Tuileries, pour accueillir le cycle des Nymphéas, que le peintre a donné à l'État en 1920. Le Museum Folkwang d'Essen en 1927, le musée d'art de Łódź en 1930 et le musée Kröller-Müller d'Otterlo en 1938 sont également parmi les premiers musées en Europe à s'ouvrir à l'avant-garde moderne, alors que le Musée national d'art moderne, bien qu'institué en 1937 et qui devait être inauguré fin 1939, n'ouvrira véritablement ses portes qu'après la guerre en 1947.
À la même époque, de l'autre côté de l'Atlantique, les choses bougent aussi. Entre 1929 et 1931 se tient à New York une série d'expositions consacrées à des artistes modernes : Cézanne, Van Gogh, Gauguin ou Seurat. Ces expositions s'accompagnent, en 1929, de l'ouverture d'un musée permanent consacré spécialement à ces maîtres modernes, européens et américains, de Gauguin à nos jours, le MoMa (Museum of Modern Art), qui fera école. Pour la France, il faut attendre les années 1940 pour voir de nouveaux musées consacrés à ce type d'art : au palais de Tokyo, à Paris, deux musées d'art moderne vont se faire face : celui de l'État (musée national d'Art moderne) et celui de la ville de Paris (musée d'art moderne de la ville de Paris). Le musée national va réunir les collections du musée du Luxembourg, devenu trop exigu, à celles du Jeu de Paume, antenne du précédent consacrée aux écoles étrangères depuis 1922, où l'on trouvait des œuvres de Kandinsky, Picasso ou Salvador Dalí. Son premier directeur, Jean Cassou, enrichira ce nouveau musée d'œuvres de Matisse, Picasso, Braque ou Brancusi, tous alors en vie.
Au cours de cette période, de l'entre-deux-guerres aux années 1950, les pratiques muséographiques héritées du XIXe siècle sont profondément remises en cause : entassement dans les vitrines de séries d'objets répétitives, tableaux accrochés bord à bord sur deux, trois voire quatre rangées superposées, décors de salles surchargés d'ors et de stucs. On souhaite désormais une esthétique épurée, on cherche à mettre en valeur l'objet pour lui-même : on allège la présentation en isolant davantage chaque objet, on facilite la circulation du regard, on privilégie la neutralité des fonds et on porte attention aux supports et à l'éclairage. On crée des réserves ou des galeries d'étude, tout cela selon les principes d'un nouveau courant de pensée, celle que défend l'école du Bauhaus à Weimar en Allemagne. Cette école fut fondée par Walter Gropius. Parmi les enseignants, on y trouve Itten, Kandinsky, Klee, Moholy-Nagy ou Schlemmer. Mies van der Rohe, architecte de son état, dirigea l'école de 1930 à sa fermeture en 1933, avant de s'exiler aux États-Unis. En 1942, il dessine un « projet de musée pour une petite ville ». Il imagine alors supprimer les cloisons pour « abattre la barrière qui sépare l'œuvre d'art de la collectivité vivante ».
Dans cette nouvelle organisation de l'espace du musée, sont fréquemment aménagées des salles destinées à des expositions temporaires, dont l'organisation devient peu à peu une composante naturelle de la vie d'un musée. Pour traiter de ces questions ainsi que des problèmes d'architecture, de conservation, de restauration, la profession des musées s'organise à l'échelle internationale. En 1926, sous l'égide de la Société des Nations se crée l'Office international des musées, qui publie la revue Mouseion. Huit ans plus tard, en 1934, l'Office organise à Madrid une conférence internationale d'étude qui dégage des règles en matière d'architecture et d'aménagement des musées d'art, bientôt éditées en un manuel de muséographie. Après cet Office international des musées, créé par la SDN en 1926, un nouvel organisme international de coopération sur les musées voit le jour en 1946 dans le cadre de l'Unesco : le Conseil international des musées. Durant 18 ans, de 1948 à 1966, l'ICOM comme on l'appelle, est dirigé par Georges-Henri Rivière, fondateur du musée national des arts et traditions populaires. Il est partisan d'une nouvelle muséologie qui, en cette période de modernisation et de décolonisation, fasse jouer aux musées, en particulier en ethnographie, un rôle de développement social, et pas seulement de conservation du passé. C'est de ce courant que sont issus les écomusées. Héritiers des musées d'ethnographie locale ou de plein air nés en Europe du Nord à la fin du XIXe siècle, ces « musées de site » se consacraient, à partir de la fin des années 1960, tantôt à l'habitat et à l'environnement, tantôt au milieu industriel. Ils s'inscrivent en fait dans un vaste mouvement de prolifération des musées à l'échelle internationale qui se déploie durant les années 1970. Ces établissements, appelés Centres d'interprétation, se veulent l'expression de la diversité culturelle, moyen d'affirmer l'identité de communautés ethniques ou sociales qui se reconnaissent autour d'un territoire, d'une activité agricole ou d'un patrimoine industriel.

### Depuis 1975

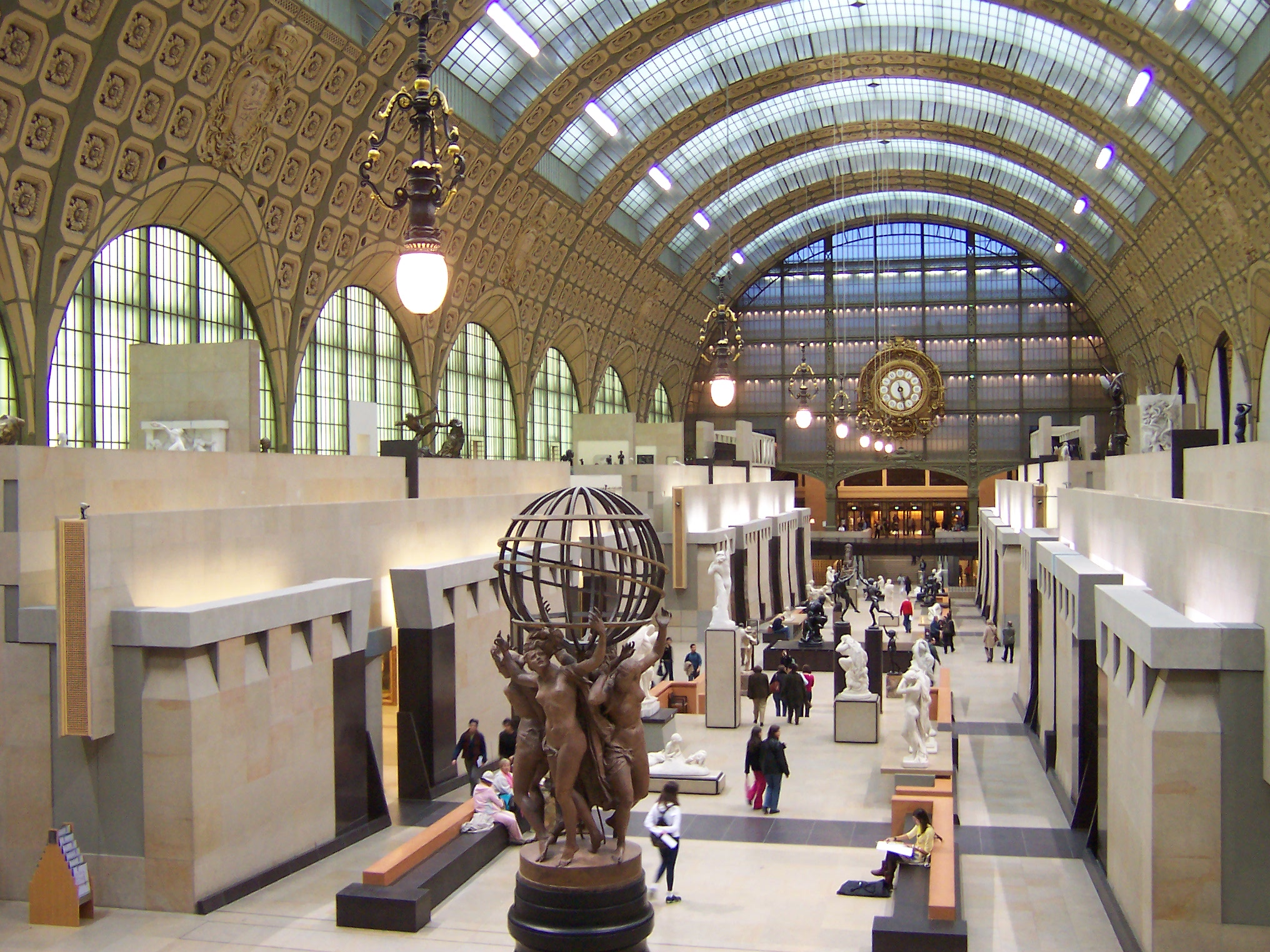
Grande galerie du musée d'Orsay.

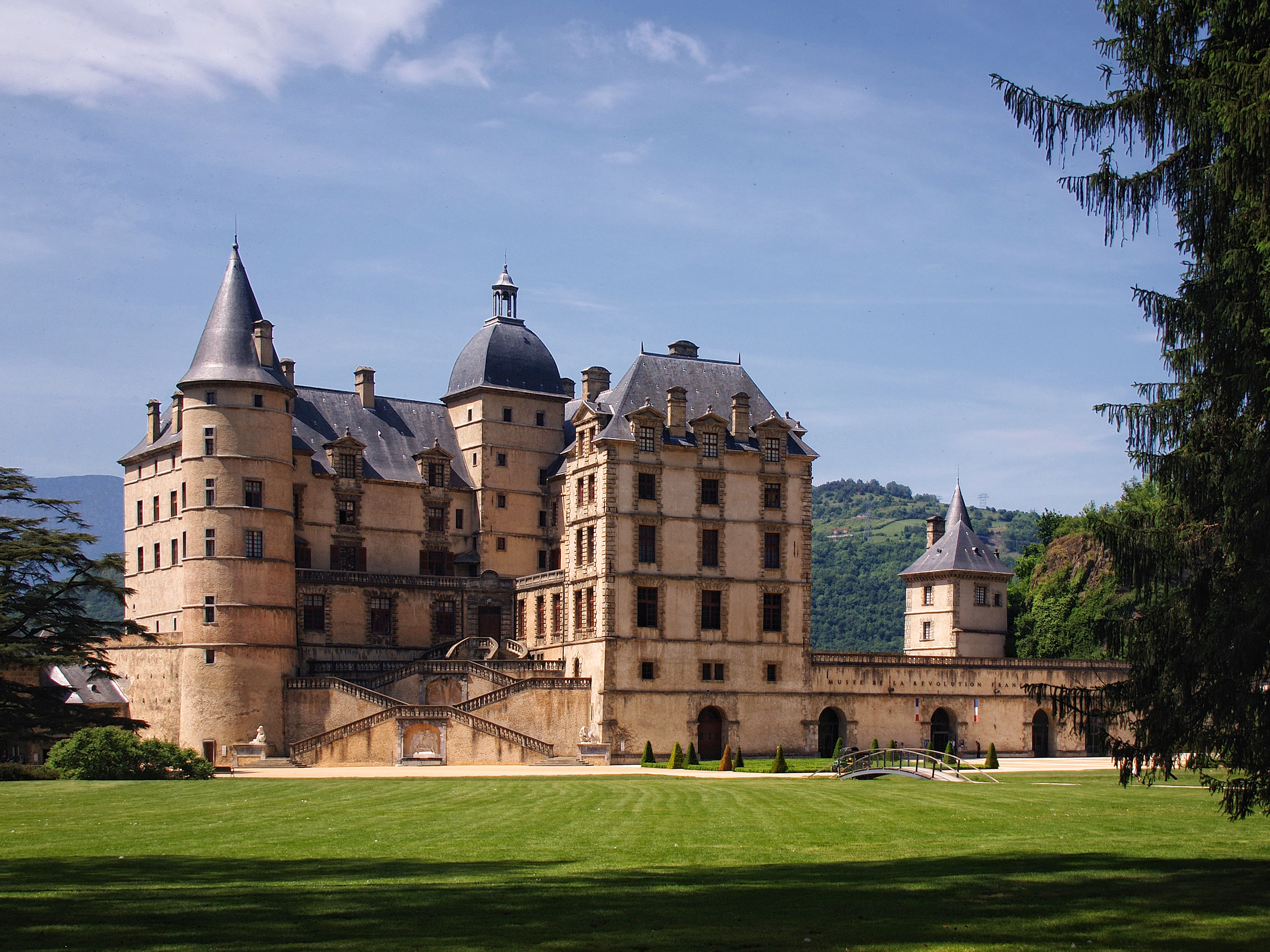
Musée de la Révolution française.

À partir de 1975, au moment où le marché de l'art commence à s'emballer, une série impressionnante de constructions, extensions, rénovations affectent le monde des musées dans les métropoles et les villes moyennes, mobilisant les architectes les plus réputés.
En témoigne le Centre Georges-Pompidou, inauguré à Paris en 1977. Les architectes, Renzo Piano et Richard Rogers créent de vastes plateaux libres à la périphérie desquels furent placés, visibles en façade, les dispositifs qui assurent les fonctions techniques. Ce nouvel aménagement des musées permet d'offrir la plus grande flexibilité à l'exposition des œuvres.
D'autres musées offrent le même aménagement : le musée de l'air et de l'espace de Washington, ouvert en 1975, ou, plus près de nous, la Cité des sciences et de l'industrie de Paris, construite au milieu des années 1980.
Cette décennie marque aussi la volonté de rénover d'anciens monuments pour les transformer en musées, voire de réhabiliter des musées construits au XIXe siècle. Pour le premier cas, deux exemples parisiens, à savoir le musée Picasso ouvert en 1985, installé dans un hôtel du XVIIIe siècle du quartier du Marais, et le musée d'Orsay, inauguré l'année suivante dans l'enceinte de l'ancienne gare d'Orsay construite en 1900. Mais un autre exemple illustre ce cas avec le musée de la Révolution française à Vizille inauguré en 1984 dans l'ancien château du duc de Lesdiguières mais aussi des présidents de la République française.
Pour le deuxième cas, les exemples peuvent se multiplier en province (Amiens, Rouen, Nantes, Lyon…). À Paris, l'exemple le plus marquant reste au Muséum national d'histoire naturelle l'ancienne galerie de Zoologie (inaugurée en 1889) dont la réhabilitation et la réouverture au public donna en 1994 l'actuelle grande galerie de l'Évolution.
Mais l'innovation architecturale n'est pas en reste : dès 1943 se construit à New York la galerie d'exposition du bâtiment Solomon R du musée Guggenheim. Terminée en 1959, elle est constituée d'une rampe en spirale de 430 m, qui se déroule sur cinq niveaux et se divise en une quarantaine de « salles ». Ce choix d'un plan incliné comme lieu d'exposition a suscité d'innombrables controverses.
En 1978, l'architecte Ieoh Ming Pei construit la nouvelle aile de la National Gallery de Washington. Formée de deux blocs triangulaires organisés autour d'une cour centrale, elle abrite des salles d'exposition et un centre d'étude des arts visuels. On y voit déjà le motif de la pyramide utilisée comme puits de lumière que l'on retrouvera au Louvre.
Ces musées, qu'ils soient modernes ou post-modernes, s'organisent désormais en de véritables centres culturels : outre les espaces d'expositions, permanentes ou temporaires, ils accueillent des équipements divers : centres de recherches, de documentation ou de restauration d'œuvres, parfois des bibliothèques publiques, des auditoriums, salles audiovisuelles, des ateliers pédagogiques, des services commerciaux, librairies, boutiques, cafés, restaurants ainsi que des surfaces importantes pour l'accueil, l'information et l'orientation des visiteurs.
Le but est d'attirer toujours plus de visiteurs. Ainsi, les musées accueillent en leur sein de multiples activités, peuvent éditer des livres, produire des films ou organiser des concerts ou des conférences. De fait, ces grands musées deviennent des centres d'activités multiformes, ancrés au cœur de la cité et caractéristiques d'une époque où le spirituel et la consommation sont étroitement mêlés dans ce qu'il est convenu d'appeler la vie « culturelle ».
Mais pour cela, il a fallu aménager ces musées, d'où de nombreux chantiers d'extension, ceux du MoMa à New York, de la National Gallery à Washington ou celui du Grand Louvre à Paris. Ces grands chantiers transforment la vision « classique » du musée en lui donnant une forme « moderne », à la fois plus grande et plus accueillante. En témoigne la hausse continuelle de leur fréquentation : pour prendre l'exemple des 30 musées nationaux français, ils ont accueilli en 1960 5 millions de visiteurs, 6 millions en 1970, plus de 9 millions en 1980 et près de 14 en 1993.
L'augmentation s'explique par l'ouverture de nouveaux bâtiments et par l'accroissement de la capacité d'accueil mais aussi par le fait que la visite du musée est remise à l'honneur. Par exemple, Le Louvre, Versailles ou Orsay reçoivent chaque jour entre 10 000 et 20 000 visiteurs. En effet, dans les années 1980, on commence à parler d'industrie culturelle, d'offre et de demande, d'investissement et de rentabilité. On commence à dire qu'un musée doit être géré comme une entreprise et attirer des clients.
Cette logique commerciale est poussée très loin par le musée du Louvre qui commercialise sa marque vers des pays prospères comme les États-Unis ou les pays du Golfe. Il continue néanmoins à recevoir une grosse subvention du ministère de la Culture, car, en France, le mécénat est trop faible pour remplacer totalement l'argent public. Les gros musées sont donc dans une situation d'économie mixte et d'autorité disputée.
Ce renouveau des musées, au cours des années 1980, a particulièrement touché les musées d'art contemporain mais aussi les musées archéologiques et les musées de site. Ce mouvement général, impulsé et soutenu par l'État, a été repris par les collectivités territoriales qui ont perçu la valeur symbolique de ce type d'équipement culturel.

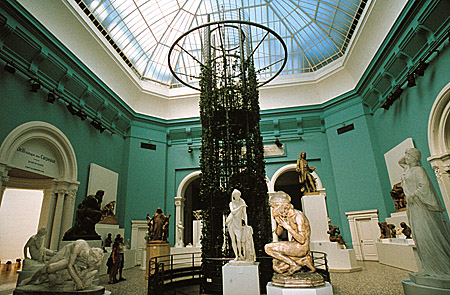
Musée des Beaux-Arts de Valenciennes.

En France, des musées sont créés ou dotés de bâtiments neufs à Villeneuve-d'Ascq, à Grenoble, à Bordeaux, à Lyon, à Saint-Étienne, à Nîmes, à Arles, à Nemours (musée de Préhistoire d'Île-de-France) ou restaurés (musée des Beaux-Arts de Lyon, palais des Beaux-Arts de Lille, musée des Beaux-Arts de Rouen, musée des Beaux-Arts de Nancy, musée la coupole dans le Pas de Calais, ainsi qu'à Douai, à Paris avec la quasi-totalité des musées nationaux, et plus récemment aux musée Fabre, musée des Beaux-Arts d'Angers, musée des Beaux-Arts de Dijon, musée des Beaux-Arts de Bordeaux, musée des Beaux-Arts de Marseille, musée de Picardie, musée des Beaux-Arts de Nantes, etc). Ces constructions de nouveaux lieux et ces restaurations provoquent une forte hausse de la fréquentation (260 000 visiteurs à Grenoble huit mois après son ouverture). Les nouveaux centres d'art (Le Magasin de Grenoble, Les Abattoirs de Toulouse ou le CAPC de Bordeaux, etc.) sont des espaces immenses, parfaitement adaptés à l'accueil temporaire des œuvres d’une grande diversité formelle ; tandis que les FRAC sont peu à peu dotés de structures permanentes.
À partir des années 1990, la création, la rénovation ou le développement de musées et, plus généralement, de la filière culturelle accompagnent la reconversion de certaines régions d'industries anciennes sinistrées par la crise au cours des années 1970 : musée Guggenheim de Bilbao (Pays basque espagnol), Glasgow au Royaume-Uni (Écosse), Valenciennes, Lille, Roubaix, Le Creusot et plus récemment, Metz, Lens, etc.
Dans Le Musée imaginaire, André Malraux s'attache en 1947 à analyser le phénomène muséologique :
« Le rôle des musées dans notre relation avec les œuvres d'art est si grand, que nous avons peine à penser qu'il n'en existe pas […] et qu'il en existe chez nous depuis moins de deux siècles. Le XIXe siècle a vécu d'eux, nous en vivons encore et oublions qu'ils ont imposé aux spectateurs une relation toute nouvelle avec l'œuvre d'art. Ils ont contribué à délivrer de leur fonction les œuvres d'art qu'ils réunissaient ».

### Décolonisation des musées dès les années 2000

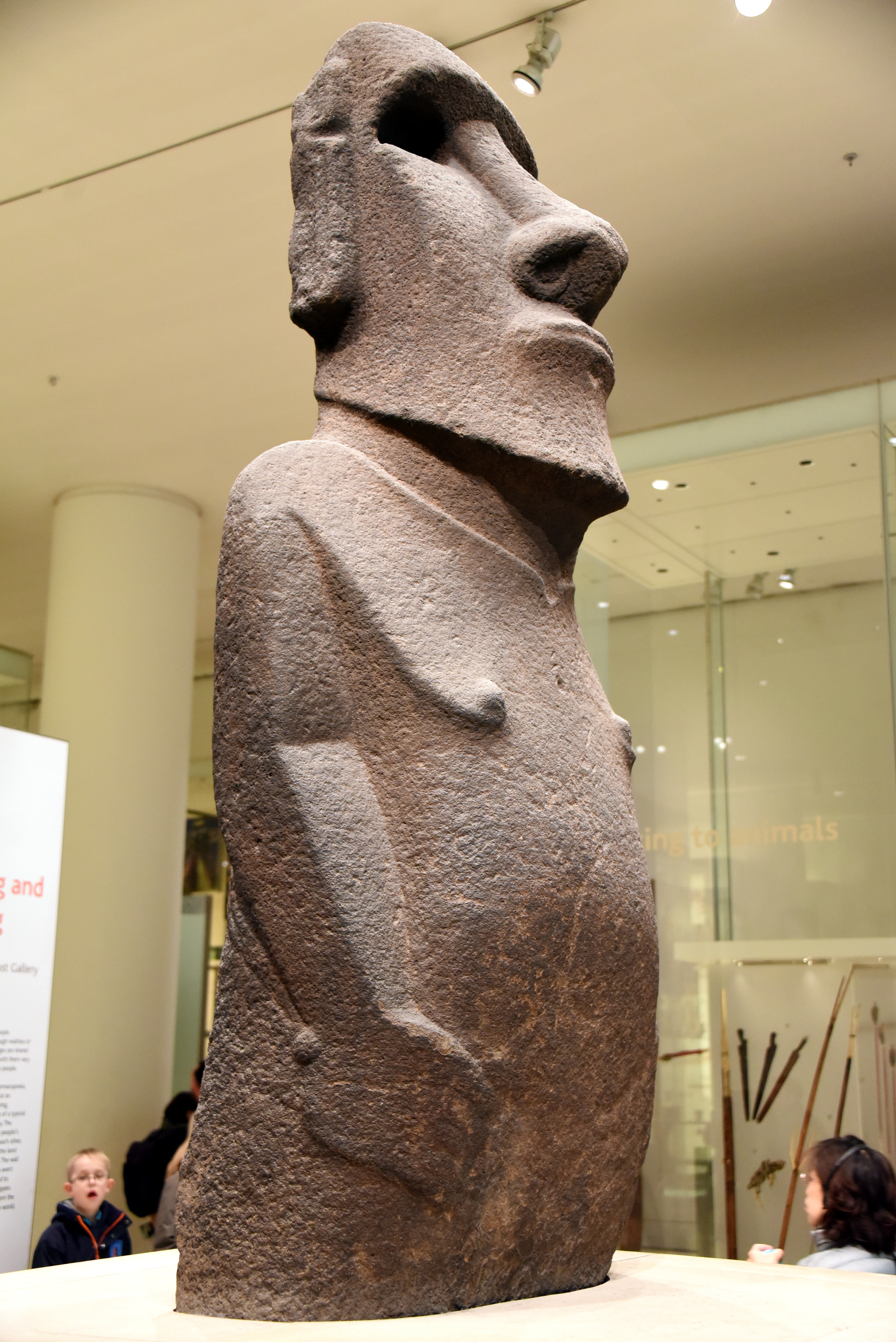
Statue Moai au British Museum.

Au début du 21e siècle, un mouvement s'est dessiné au niveau international en faveur de la décolonisation des musées. Selon ses partisans, les musées tels qu'ils ont été conçus historiquement proposent des récits biaisés dans lesquels les histoires de certaines régions sont intentionnellement ignorées:9–18.
Le Rapport Sarr-Savoy sur la restitution du patrimoine culturel africain de 2018 est un exemple frappant du projet de décolonisation des musées en France et des revendications des pays africains qui tentent de récupérer des artefacts illégalement prélevés, extraits de leur cadre culturel d'origine.
Depuis 1868, plusieurs statues humaines monolithiques connues sous le nom de Moaï ont été retirées de l'île de Pâques et exposées dans les grands musées occidentaux comme le Muséum national d'histoire naturelle, le British Museum, le Louvre et les Musées royaux d'art et d'histoire. Plusieurs demandes ont été faites par les habitants de l'île de Pâques pour le retour des Moai. Les personnages sculptés sont considérés comme des ancêtres par les Rapa Nui et ont une valeur culturelle profonde pour leur peuple. Parmi d'autres exemples célèbres, on compte le bouclier de Gweagal, considéré comme un bouclier très important pris à Botany Bay en avril 1770 ou les sculptures en marbre du Parthénon, prises de Grèce par Lord Elgin en 1805. Les gouvernements grecs successifs ont demandé en vain le retour des marbres du Parthénon. Un autre exemple est la dite coiffe de Montezuma au Musée d'ethnologie de Vienne, qui est une source de différend entre l'Autriche et le Mexique.
Laura Van Broekhoven, directrice du Pitt Rivers Museum à Oxford, au Royaume-Uni, a déclaré en 2020 que "les musées ethnographiques devraient rompre avec leur caractère colonial. Ils devraient être un exemple de pluriversalité, montrer la diversité des façons d'être et de savoir, et non accorder à la blancheur une position centrale comme si elle était l'unique manière d'être. Les musées doivent permettre aux individus de mieux se comprendre".

## Types de musées

### Réglementation

#### En France
Le domaine muséal français est réglementé au quatrième livre du Code du patrimoine. Initialement l'ordonnance no 45-1546 du 13 juillet 1945 portant sur l'organisation provisoire des musées des Beaux-Arts venait réglementer ce domaine. Ce texte distinguait trois types de musées :
- les 24 musées nationaux ;
- la dizaine de musées classés ;
- le millier de musées contrôlés, sous la tutelle de la Direction des Musées de France du ministère français de la Culture (aujourd'hui service des musées de France, rattaché à la Direction générale des patrimoines).

Outre ces musées, certains échappaient au ministère de la Culture car se rattachaient à celui de l'Éducation ou bien étaient indépendants. La grande majorité des musées fonctionnaient en régie, puis de plus en plus étaient gérés par des établissements publics ou par des personnes privées.
Cette diversité s'est avérée non satisfaisante puisqu'elle freinait la mise en œuvre d'une politique culturelle française muséale. De plus, ce texte était en total décalage avec l'évolution concrète, depuis 1945, liée à la diversité des collections, des modes de gestion, etc. Par exemple, le musée était défini très étroitement puisqu’on le restreignait aux beaux-arts, dans une période ou l'art contemporain émergeait. La mutation des musées en entreprises culturelles à partir des années 1980 n'a été que partiellement accompagnée par des réformes structurelles. Ce n'est pas sans mal, que le Louvre ou Orsay, à qui on demandait de fonctionner comme des entreprises, sont parvenus à échapper par étape à la tutelle de la Direction des Musées de France, et à devenir des établissements publics, donc dotés d'une certaine autonomie, comme le château de Versailles. De plus en plus, le financement des grands musées est mixte : subvention et mécénat. L'incohérence de l'État dans l'incitation à une plus grande autonomie financière, parce que l'argent lui manque, tout en les demandant aux grands musées de s'entendre avec la Réunion des musées nationaux, qui cherche avant tout, en tant que service public, à défendre des petits musées en redistribuant l'argent des expositions en leur faveur.
Le 25 mai 2000, le député Alfred Recours a déposé à l'Assemblée nationale un rapport d'information (no 2418) dans lequel il indiquait qu'« un projet de loi de modernisation du droit des musées permettrait de rénover un cadre juridique trop étroit, de l'ouvrir à tous les types de musées et aux préoccupations autres que scientifiques, tout en réorganisant les relations entre l'État et les collectivités territoriales, afin de donner aux musées toute leur place au sein de la démocratisation culturelle et de l'aménagement culturel du territoire ».
Dès lors, la loi no 2002-5 du 4 janvier 2002 s'est inspiré de ce rapport et est enfin venu actualiser l'ordonnance de 45 théoriquement provisoire. Le but de cette loi est d'harmoniser les règles applicables à l'ensemble des musées et de veiller à préserver certaines souplesses de leur gestion en tenant compte du processus de décentralisation culturelle. Ainsi elle a mis en place le label Musée de France et élaboré un véritable régime muséal.
L'article L410-1 du Code du patrimoine a élargi la définition du musée comme « toute collection permanente composée de biens dont la conservation et la présentation revêtent un intérêt public et organisée en vue de la connaissance, de l'éducation et du plaisir du public ». Ainsi cette nouvelle définition s'inscrit dans une logique de démocratisation culturelle. De plus, elle accorde des fonctions d'éducation aux musées.
Le gouvernement français décide en 2019 de supprimer la commission scientifique nationale des collections. Une décision qui inquiète les professionnels des musées, qui y voient une fragilisation du statut des biens culturels conservés dans les musées de France.